# KRI Frans Kaisiepo
KRI Frans Kaisiepo (368) is een Indonesisch korvet van de Sigmaklasse. Het schip is vernoemd naar Frans Kaisiepo een Indonesische nationale held. De bouw van de Frans Kaisiepo vond plaats bij de scheepswerf Koninklijke Schelde Groep in Vlissingen. De Frans Kaisiepo was het tweede schip uit de tweede serie van de Sigmaklasse dat gebouwd werd voor Indonesië.